# Placówka Straży Granicznej I linii „Dusocin”
Placówka Straży Granicznej I linii „Dusocin” – jednostka organizacyjna Straży Granicznej pełniąca służbę ochronną na granicy polsko-niemieckiej w okresie międzywojennym.

## Formowanie i zmiany organizacyjne
Na wniosek Ministerstwa Skarbu, uchwałą z 10 marca 1920 roku, powołano do życia Straż Celną. Od połowy 1921 roku jednostki Straży Celnej rozpoczęły przejmowanie odcinków granicy od pododdziałów Batalionów Celnych. Proces tworzenia Straży Celnej trwał do końca 1922 roku. Placówka Straży Celnej „Dusocin” weszła w podporządkowanie komisariatu Straży Celnej „Dusocin” z Inspektoratu SC „Grudziądz”.
Rozporządzeniem Prezydenta Rzeczypospolitej Polskiej Ignacego Mościckiego z 22 marca 1928 roku, do ochrony północnej, zachodniej i południowej granicy państwa, a w szczególności do ich ochrony celnej, powoływano z dniem 2 kwietnia 1928 roku  Straż Graniczną.
Rozkazem nr 9 z 18 października 1929 roku w sprawie reorganizacji Mazowieckiego Inspektoratu Okręgowego dowódca Straży Granicznej płk Jan Jur-Gorzechowski określił strukturę organizacyjną komisariatu SG „Świerkocin”. Placówka Straży Granicznej I linii „Dusocin” znalazła się w jego strukturze.

## Służba graniczna
Sąsiednie placówki:
- placówka Straży Granicznej I linii „Gardeja” ⇔ placówka Straży Granicznej I linii „Wełcz” − 1929

## Kierownicy/dowódcy placówki
| stopień    | imię i nazwisko     | okres pełnienia służby | kolejne stanowisko |
| ---------- | ------------------- | ---------------------- | ------------------ |
| przodownik | Kazimierz Filipczak | był w 1936 –           |                    |